# USS Blue (DD-744)
O USS Blue (DD-744) foi um Destroyer norte-americano que serviu durante a Segunda Guerra Mundial e Guerra da Coréia.

## Comandantes
| Comandante     | Data                    |
| -------------- | ----------------------- |
| Cdr. Lot Ensey | 20 de Março de 1944 -?? |

## Reconhecimento
O USS Blue recebeu seis estrelas da batalha por serviços prestados na Segunda Guerra Mundial outras seis estrelas da batalha por sua atuação na Guerra da Coréia.